# M43
M43 (NGC 1982) е облак от йонизиран водород, разположен по посока на съзвездието Орион. Открит е от Жан-Жак Дортус де Марен през 1731.
М43 е част от голямата Орионова мъглявина, от която е отделена от тъмен прахов облак. Намира се на 1600 св.г. и е с видима звездна величина +7.0.